# Empoasca missiona
Empoasca missiona är en insektsart som beskrevs av Paul W. Oman 1936. Empoasca missiona ingår i släktet Empoasca och familjen dvärgstritar. Inga underarter finns listade i Catalogue of Life.